# Sina (Sängerin)
Sina (* 28. Mai 1966 in Visp; bürgerlich Ursula Bellwald) ist eine Schweizer Mundart-Sängerin und Liedermacherin aus Gampel im Kanton Wallis.

## Leben
Sinas Mutter starb, als sie sechs Jahre alt war. In den 1970er Jahren sammelte sie erste musikalische Erfahrungen in einem Kinder-, Jugend- und Gospelchor. Parallel dazu bekam sie Gitarrenunterricht. In den 1980er Jahren machte sie eine Ausbildung zur Bankkauffrau.
Sina feierte ab 1983 erste musikalische Erfolge. Ihr erster Erfolg war der 1. Platz beim Oberwalliser Schlagerfestival mit dem Song The House of the Rising Sun. Darauf folgten Konzerte im In- und Ausland sowie Hauptrollen in den Musicals Annie Get Your Gun und Jesus Christ Superstar. In dieselbe Zeit fallen vier Jahre klassischer Einzelunterricht in Zürich, drei Jahre Einzelunterricht an der Jazzschule in Zürich sowie drei Jahre Einzelunterricht für Pop, Rock und Improvisation in Zürich. Dazu besuchte sie mehrere Pop- und Rockworkshops im In- und Ausland.
1990 versuchte sich Sina als Schlagersängerin mit Deutschen Titeln unter dem Pseudonym Sina Campell. Aus dem Namen Ursula wurde Ursina, dann Sina. «Ich trat auf als Sina Campell, die von Gampel». Die Aufnahmen erfolgten in München im Studio von Jürgen Marcus, die CD bekam den Titel Mein Herz steht in Flammen.
Von 1993 bis 1996 war sie Moderatorin beim Schweizer Radio DRS. Im Jahre 1994 erschien mit dem Titel «Sina» ihr erstes Mundartalbum, das sich 23 Wochen in den Schweizer Charts hielt und Platinstatus erreichte. Das Lied Där Sohn vom Pfarrer, der von Polo Hofer ins Walliserdeutsch umgeschriebene Song von Dusty Springfield Son of a Preacher Man, gehört zu den bekanntesten Liedern von Sina, obwohl der Song nie als Single erschienen ist.
1995 erschien ihr zweites Album, Wiiblich, das für eine Woche den ersten Platz in den CH-Charts erreichte und sich insgesamt 12 Wochen in den Charts hielt und mit Gold und Platin ausgezeichnet wurde. Die zugehörige Wiiblich-Tour umfasste etwa 70 Konzerte. Ihr erster Prix Walo wurde ihr 1996 als «erfolgreichste Sängerin in der Sparte Pop im Jahr 1995» verliehen.
1997 erschien das Album Häx odär heilig und schaffte den Sprung in die Top Ten der CH-Charts und die Auszeichnung Gold. Darauf folgte eine einjährige Schweizer Tournee. Ebenfalls 1997 veröffentlichte Sina eine CD (Sina) in Deutschland, die jedoch kein Erfolg wurde. 1998 moderierte sie die TV-Aufzeichnungen am Arosa Humor-Festival.
Ihr viertes Schweizer Album, das 4 heisst, wurde 1999 veröffentlicht und schaffte es wiederum in die Top-Ten der CH-Charts und erhielt als Auszeichnung Gold. Die zugehörige Tournee umfasste 80 Konzerte in der Schweiz. Im gleichen Jahr wurden auch ihre beiden Duette Där Papa isch äs Chorbi gsi und Wenn es nötig wär mit Polo Hofer aufgenommen. Highlight der Tour «4» war der Luginbühl-Silvester 1999 auf dem Gurten. In dieselbe Zeit fällt ein Crossover-Projekt mit den Oberwalliser Spillit, die volkstümliche Musik spielen.
2000 gab es weitere Crossover-Projekte, diesmal mit «Alpine Experience» im Bereich Jazz. Der Song Puppiliächt mit Sina und den bulgarischen Stimmen, erschien auf der Kompilation «Atlas», ein Projekt des Filmkomponisten Alex Kirschner. Es erhielt den Suisa-Anerkennungspreis. Sie arbeitete am Schauspielhaus Bochum im Stück Helges Leben von Sibylle Berg, dessen musikalische Leitung sie mit Erika Stucky gemeinsam wahrnahm: Während mehrerer Monaten spielte sie die Rolle «Frau Tod», Erika Stucky «Frau Gott».
2001 wurde Sina mit dem Prix Walo 2000 in der Sparte Singer/Songwriter ausgezeichnet. Die CD Marzipan wurde im selben Jahr veröffentlicht. In den CH-Charts stieg das Album von 0 auf Platz 2 ein und wurde mit Gold ausgezeichnet. Von August bis Dezember gab sie 40 Konzerte.
2002 komponierte sie für die Eröffnungsfeier der Expo in Biel in Zusammenarbeit mit ihrem späteren Mann Markus Kühne. Sie hatte die Rolle der schwarzen Pantherin bei der Eröffnungsfeier. Im Juni wurde die CD Bescht of Sina veröffentlicht; es folgten Konzerte bis September in der Schweiz. Mit einer chinesischen Band nahm sie an einem Kulturaustausch teil; so gab sie im September 2002 auch in China Konzerte. Bei den Davoser Musiktage wirkte sie bei einem Konzert mit einer rumänischen Romaband mit.
Im Folgejahr erschienen Toluheischis Vorläbu, vertonte Super-8-Filme mit Konzertcharakter. Touren im In- und Ausland mit Erika Stucky folgten. Die CD-Produktion Goldigi Öigä im Duett mit Erika Stucky folgte. Der Song Där Pulli wa piisst für Ohrewürm 5 wurde produziert.
2004 gingen Sina und Erika Stucky mit Toluheischis Vorläbu auf Tournee ins In- und Ausland. Im selben jahr heiratete sie Markus Kühne. Im Folgejahr wurde das siebte Album, All:Tag, veröffentlicht. Wieder erfolgte eine einjährige Konzerttournee durch die Schweiz. Ebenfalls 2005 schrieb sie für den schweizerisch-österreichischen Kinofilm «Snow White» den Song Mein wunderschönes Leben.
2007 wirkte sie auf der CD Buebetröim des Swiss Jazz Orchestra mit; mehrere Konzerte mit dem Swiss Jazz Orchestra and Friends (Büne Huber, Kuno Lauener, Polo Hofer, Freda Goodlett, Philipp Fankhauser, Hendrix Ackle, Schmidi Schmidhauser) folgten. Im selben Jahr wirkte sich im Film «Heimatklänge» von Stefan Schwietert mit.
Ihr Album In Wolkä fische erschien 2008 und stieg auf Platz 2 der Schweizer Charts ein und erreichte Gold-Status, die erste Singleauskopplung daraus ist Wänn nit jetzt wänn dä. Als nächste Singleauskopplung erschien Hinnär diär.
Wänn nid jetzt wänn dä wurde von der niederländischen Sportsendung «EK Studio Sportzomer» auf NOS während der Euro 2008 als Titelmelodie verwendet. Infolgedessen erschien ihr Album In Wolkä fische auch in Holland bei PIAS (Play It Again Sam). Die Single Wänn nit jetzt wänn dä erreichte Platz 53 der niederländischen Top-100-Charts.
Ende 2009 veröffentlichte Sina eine CD-Sammelbox mit ihren bisherigen Alben. Im Herbst 2010 stand Sina gemeinsam mit Michael von der Heide und dem Symphonischen Orchester Zürich, mit dem Programm «Songs & Symphonie» auf diversen Bühnen. 2011 gab es Gold und Platz 1 in den Charts für das Album Ich schwöru. Das Duett mit dem Patent Ochsner-Sänger Büne Huber wurde zum Liebeslied.
2013 folgte die Duette-Tour mit Sängern Adrian Stern, Büne Huber, Ritschi und der Sängerin Erika Stucky und Sina formierte ihre Trioformation mit den beiden Multiinstrumentalisten Michael Chylewski und Peter Wagner und ging mit ihrem Multimedia Programm Triobox auf Tour. 2015 erschien Tiger und Reh und stieg auf Platz 3 der Schweizer Album Charts ein. Eine ausgedehnte Schweizer Tournee folgte. Ein Jahr später tourte Sina erneut im Trio und gab Konzerte mit der Appenzeller Streichmusik 'Appenzeller Echo', dem Engel-Chörli Appenzell und Goran Kovacevic. Ebenso trat sie mit dem Orchester argovia philharmonic auf.
Für das Projekt «Pop trifft Klassik 2017» gab Sina einen Konzertabend mit dem Klaipeda Kammerorchester aus Litauen unter der Leitung von Kaspar Zehnder mit dem Titel Klangantrisch. Es folgte eine Tour in Kleintheatern mit ihrem Trio. 2018 spielte Sina mit dem Orchester camerata aksademica, Aarau & der Akkordeonistin Patricia Draeger. 2019 wurde sie bei den Swiss Music Awards als erste Frau der Schweizer Musikszene mit dem Outstanding Achievement Award geehrt. Parallel erschien ihr Album Emma, das auf Platz 1 der Swiss Album Charts landete, produziert von Adrian Stern.
Im Jahr 2020 entstand eine Coverversion von Lovers Lullaby von Townes van Zandt mit Adrian Stern und der Cellistin Isabel Gehweiler. Die 3. Triotour «Mondnacht» wurde coronabedingt abgesagt. Verschoben wurde ebenfalls die Ausstellung «Wenn Musiker malen» im Kornhaus Bern, wo die Hobbymalerin ihre Bilder ausstellt. 2021 nahm sie mit Adrian Tacchi, dem Leadsänger von Baba Shrimps, den Song Schwerelos auf; in einer Live-Performance auf dem Zürcher Grossmünster entstand das dazugehörende Video.

## Werke

### Alben
- 1990: Mein Herz steht in Flammen
- 1994: Sina
- 1995: Wiiblich
- 1997: Häx odär Heilig
- 1997: Sina (Nur Deutschland)
- 1999: Sina 4
- 2001: Marzipan
- 2002: Bescht of Sina
- 2005: All:Tag
- 2008: In Wolkä fische
- 2010: Ich schwöru
- 2013: Duette
- 2015: Tiger & Reh
- 2019: Emma
- 2022: Ziitsammläri

### Singles
- 1997: Immär und ewig
- 1999: Där Papa isch äs Chorbi gsi (zusammen mit Polo Hofer)
- 1999: Nix värbii
- 2001: Propäller
- 2007: Alperose (zusammen mit Polo Hofer, Sandee und Kandlbauer)
- 2008: Wänn nit jetzt wänn dä
- 2008: Hinnär diär
- 2010: Ich schwöru (zusammen mit Büne Huber)
- 2013: Wa du bisch (zusammen mit Marc Sway)